# Virtudes de un Caballero
Las virtudes de un caballero eran parte del código de la caballería medieval. No hay una lista de virtudes definitiva, pero están, por ejemplo, las cinco virtudes mencionadas en Sir Gawain y el Caballero Verde:
- Generosidad
- Amistad
- Castidad
- Misericordia
- Caballerosidad (justicia y valor)

## Lista Extendida de Posibles Virtudes de un Caballero
- Bondad
- Pureza
- Caridad
- Código de Caballería
- Compasión
- Cortesía
- Determinación
- Diligencia
- Resistencia
- Perdón
- Buena aclamación
- Utilidad
- Honradez
- Honor
- Humildad
- Amabilidad
- Lealtad
- Paciencia
- Perseverancia
- Piedad
- Voluntad
- Valentía
- Prudencia
- Sinceridad
- Templanza
- Sabiduría

- Datos: Q20018890